# Stockplatz

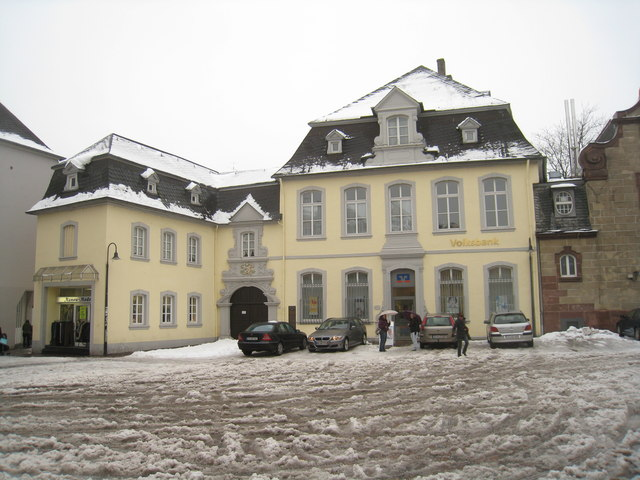
Stockplatz 2

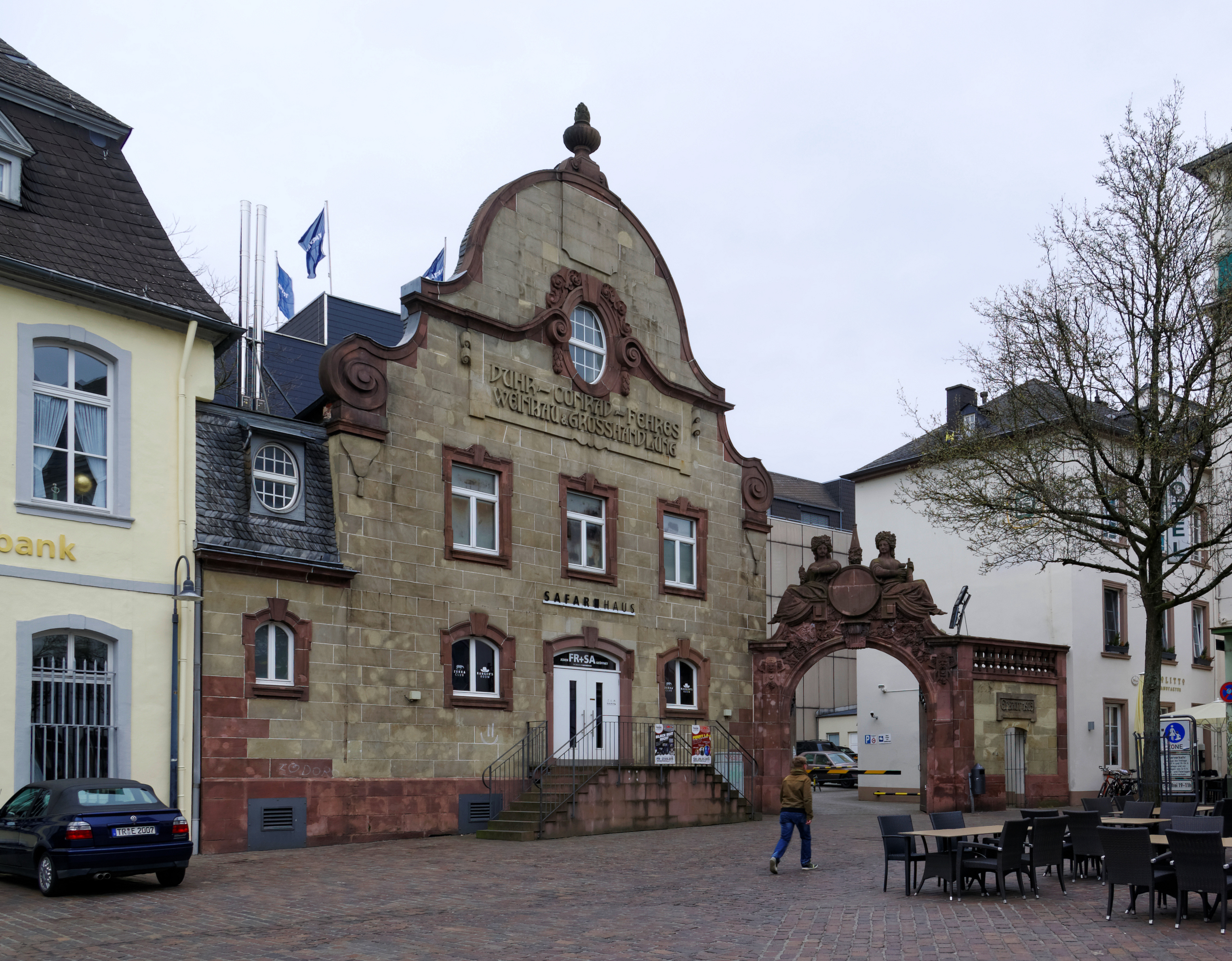
Kellerei (Stockplatz 2a)

Der Stockplatz ist ein Platz in Trier im Stadtteil Mitte. Er liegt an der Jakobstraße. Auf den Platz mündet die von der Simeonstraße abzweigende Stockstraße. Im Mittelalter trug der Platz den Namen „(Großer) Judenplatz“ und war Teil des jüdischen Viertels.
Seinen heutigen Namen erhielt der Platz 1878. Der Name rührt von drei zusammenhängenden Gebäuden her, die „Stock“ genannt wurden. Ab 1417 waren diese Gebäude als bürgerliches Gefängnis nachgewiesen. Die vom Platz wegführende Stockstraße erhielt ihren Namen vom Platz und hieß ursprünglich „Kleine Judenpforte“ (im Vergleich zur „Großen Judenpforte“ an der Judengasse). Im Jahr 1869 wurde das Haus, in dem sich die kleine Judenpforte befand, abgebrochen, wodurch die neue Straße entstand.
Am Platz befinden sich zwei historische Kulturdenkmäler: die sogenannte Kellerei von 1904/05 und ein Geschäftshaus aus dem 18. Jahrhundert. In der Stockstraße stehen zwei weitere Kulturdenkmäler, wobei es sich um Bauwerke aus dem 19. Jahrhundert handelt.